# Новосел, Лука
Лука Новосел (хорв. Luka Novosel, родился 18 мая 1983 в Загребе) — хорватский хоккеист, защитник.

## Биография

### Клубная карьера
Начал свою карьеру в молодёжном составе клуба «Младост» из Загреба, за основной состав играл с 2000 по 2003 годы в Хорватской хоккейной лиге. В сезоне 2001/2002 на правах аренды играл за чешский клуб «Писек» в Первой лиге. Летом 2003 года перебрался в «Медвешчак», в котором играл в чемпионате Хорватии, Словенской лиге и Слохоккей-лиге. Многократный чемпион Хорватии.

### Карьера в сборной
За юношескую сборную до 18 лет играл на чемпионате мира 2001 года в дивизионе C, за молодёжную сборную до 20 лет играл на чемпионатах мира 2001, 2002 (оба в дивизионе C) и 2003 годов (дивизион B). На чемпионатах мира основного состава играл в 2002, 2003, 2004, 2005, 2007, 2008, 2009 и 2010 годов, из них пять провёл в дивизионе B и три в дивизионе C.

## Достижения
- Чемпион Хорватии: 2004, 2005, 2006, 2007, 2009, 2010, 2011
- Победитель молодёжного чемпионата мира в дивизионе D: 2000
- Победитель молодёжного чемпионата мира во втором дивизионе: 2002
- Победитель чемпионата мира во втором дивизионе: 2005, 2007